# Mats Paulsson

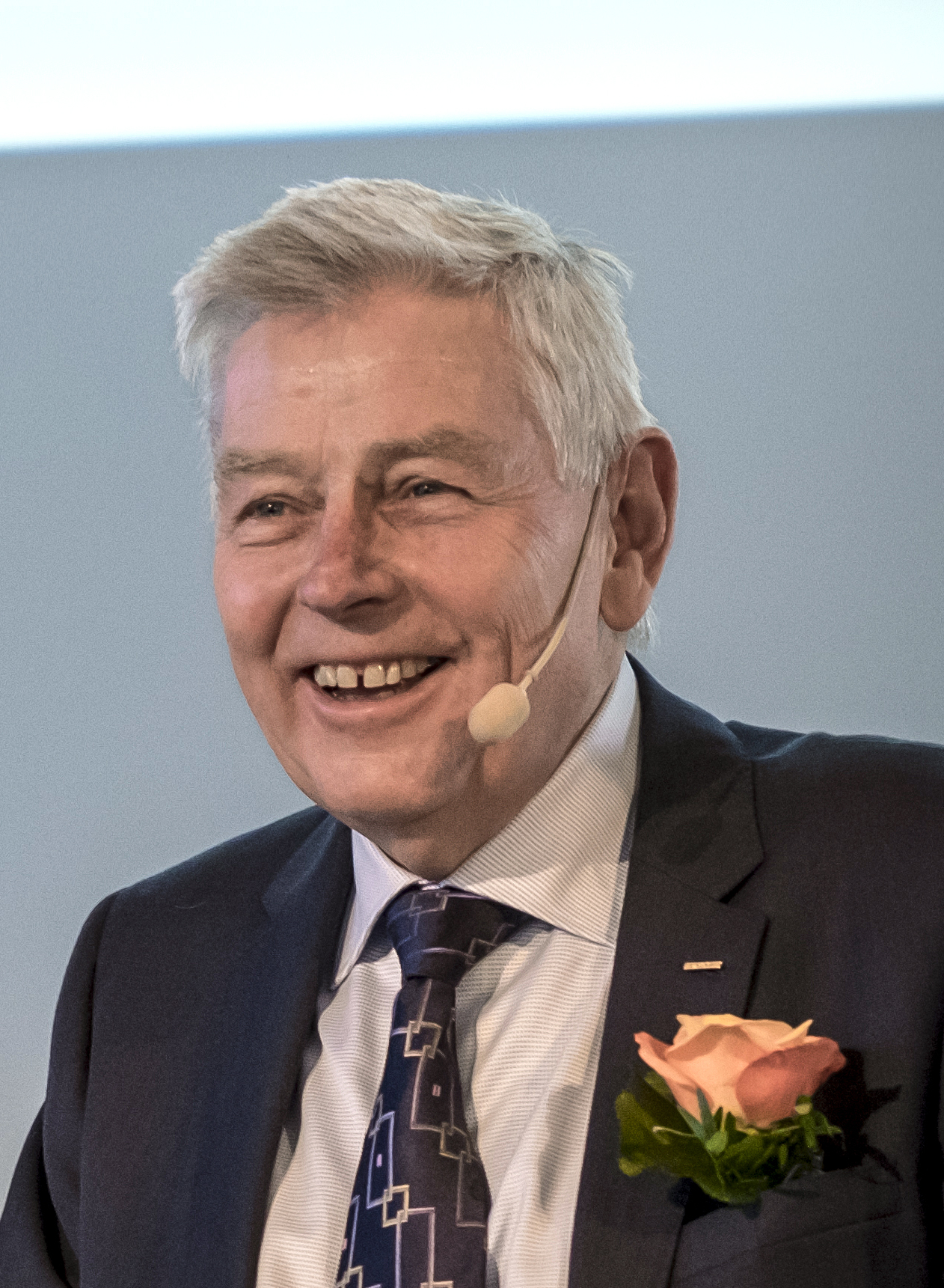
Mats Paulsson i januari 2017

Mats Helge Paulsson, född den 1 maj 1944, är en svensk entreprenör bosatt i Båstad.
Mats Paulsson grundade tillsammans med sin bror Erik Paulsson byggbolaget Peab. Han är bland annat huvudägare i Brinova och är delägare respektive styrelseledamot i en rad företag, däribland ordförande i PGA of Sweden National AB.